# Letsie III
Letsie III, född 17 juli 1963 i Morija, Lesotho, är Lesothos kung sedan 1996. Letsie besteg tronen första gången i november 1990 då hans far, Moshoeshoe II, tvingades i landsflykt efter en konflikt med militärregimen. År 1995 återinsattes dock fadern på tronen, men efter att denne omkommit i en bilolycka den 15 januari 1996 fick Letsie ånyo bestiga tronen.
Den 31 oktober 1997 kröntes han till kung av Lesotho i landets huvudstad Maseru. Letsie har fått sin formella uppfostran vid engelska privatskolor. 
Han letade länge efter en hustru; hans sökande ledde till och med till en BBC-dokumentär (1999). Till sist gick han ut offentligt och bad en rad afrikanska statschefer om hjälp att finna en hustru.
Den 18 februari 2000 gifte han sig med den unga Karabo Motsoeng (drottning 'Masenate; född 2 juni 1976) från Sydafrika, som var student vid universitetet i Maseru. Hur de två träffades berättar inte historien. Ett par dagar före bröllopet lät kung Letsie i alla fall meddela att han inte var intresserad av månggifte och att Karabo kommer att bli hans enda fru. Bland bröllopsgästerna återfanns Nelson Mandela som hedersgäst.
Letsie III och hans gemål har tre barn: 
- hennes kungliga höghet Prinsessan Mary Senate Mohato Seeiso (född 7 oktober 2001)
- hennes kungliga höghet Prinsessan 'M'aSeeiso (född 20 november 2004)
- hans kungliga höghet Prins Lerotholi David Mohato Bereng Seeiso (född 18 april 2007)